# عملية مانشستر
عملية مانشستر أو «عملية فوثرجيل» هي تقنية تستخدم في عمليات أمراض النساء لهبوط الرحم. الغرض منه هو تقليل' قيلة مثانية إحليلية 'وإعادة وضع الرحم داخل الحوض.
خطوات الفوثرجيل:
1. التمديد الأول، والكشط \ الكحت.
2. بتر عنق الرحم.
3. تعزيز عنق الرحم عن طريق خياطة آخر قطعة في رباط الماكينرودت الواقع أمام عنق الرحم.
4. خياطة المهبل الأمامي.
5. خياطة المهبل و العجان الخلفي.

## معدل النجاح
تمت إعادة تقييم معدل نجاح عملية مانشستر في قسم أمراض النساء والتوليد في كلية الطب بجامعة هاسيتيب ، أنقرة ، تركيا للخصائص السريرية ، والمضاعفات ، ومعدلات رضا المرضى. تُظهر درجة عالية من القبول / عملية مانشستر هي خيار جيد لعلاج هبوط الرحم لدى النساء اللواتي يرغبن في الاحتفاظ بالرحم.  ولكن بتر رأس الرحم العالي خلال هذا الإجراء قد يسبب عدم كفاءة عنق الرحم.